# Klasztor Karmelitanek Dzieciątka Jezus w Sosnowcu
Klasztor Karmelitanek Dzieciątka Jezus w Sosnowcu – klasztor macierzysty Karmelitanek Dzieciątka Jezus. Klasztor w Sosnowcu jest pierwszym klasztorem Zgromadzenia Karmelitanek Dzieciątka Jezus. Rozpoczął działalność w 1921 roku.

## Historia

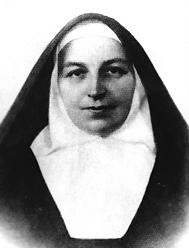
Teresa Kierocińska, założycielka klasztoru

Zgromadzenie  Sióstr  Karmelitanek  Dzieciątka Jezus zostało założone 31 grudnia 1921 roku w Krakowie z inicjatywy o. Anzelma Gądka i siostry Teresy Kierocińskiej. Nowo założona wspólnota zakonna tego samego dnia przybyła do Sosnowca, rozpoczynając działalność w Chrześcijańskim Towarzystwie Dobroczynności.
14 września 1925 r. Zgromadzenie osiedliło się w domu przy ówczesnej ulicy Wiejskiej 25 (obecna ul. Kierocińskiej). Dom  ten  stał  się  pierwszym  domem  zgromadzenia i jednocześnie  ośrodkiem  rozwoju  pierwszej  czynnej gałęzi karmelitańskiej w Polsce.
Zakonnice podjęły działalność społeczną prowadząc sierociniec, dom spokojnej starości oraz jadłodajnię dla ubogich. 
Podczas II wojny światowej karmelitanki chroniły dziewczęta przed wywiezieniem do Niemiec, pomagały w ruchu konspiracyjnym, ukrywały żołnierzy Armii Krajowej i dzieci żydowskie, prowadziły tajne nauczanie, kuchnię dla biednych i sierociniec (później dom dziecka) organizowały pomoc dla więźniów w Oświęcimiu. Po wojnie podjęły posługę katechetyczną i apostolską na terenie miasta, która trwa do dziś.

## Działalność

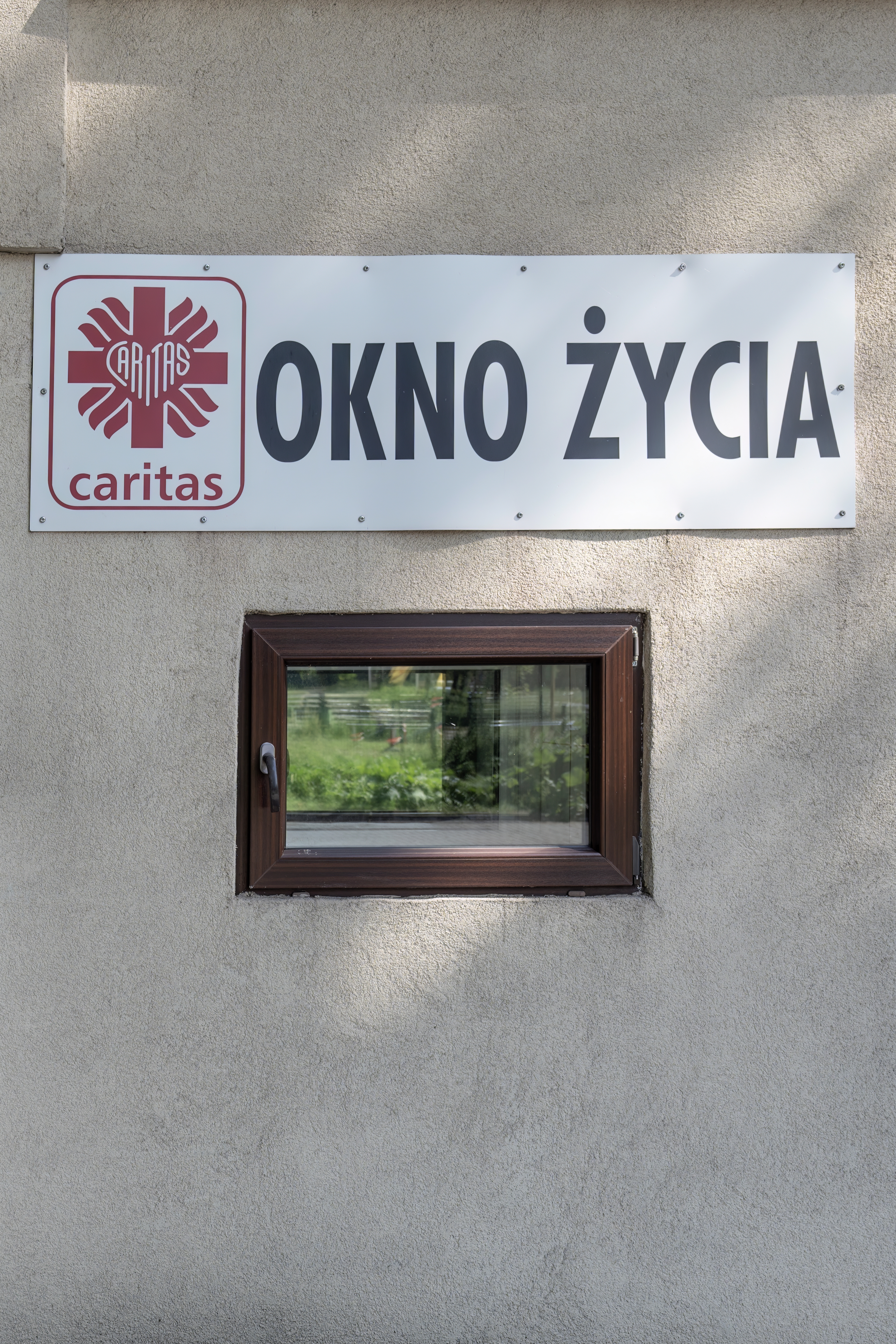
okno życia

### Katecheza
Zakonnice należące do zgromadzenia uczą religii w Szkole Podstawowej nr 19 w Sosnowcu, a także pomagają w prowadzeniu chóru i sprawach organizacyjnych w pobliskim kościele św. Rafała Kalinowskiego w Sosnowcu. Ponadto w klasztorze zorganizowano świetlicę „U Matki Teresy” dla dzieci z rodzin ubogich i dysfunkcyjnych.

### Okno życia
W klasztorze znajduje się okno życia należące do sosnowieckiego oddziału Caritas utworzone w 2009 roku. Jest to pierwsze okno życia w Zagłębiu Dąbrowskim. 
Pierwsze dziecko do okna życia w Sosnowcu trafiło w 19 marca 2018 roku a kolejne w latach: 2020, 2021, 2022.

## Muzeum

### Utworzenie muzeum
Decyzję utworzenia Muzeum podjęto w 2006 roku na Kapitule Generalnej Zgromadzenia. Po przeprowadzonej ekspertyzie stwierdzono, iż stanu techniczny budynku wymagał gruntownego remontu. Prace remontowe trwały 6 lat (2008 – 2014). Aranżację wnętrz wykonano według projektu Józefa Karkoszki.
Poświęcenia i otwarcia muzeum dokonał Grzegorz Kaszak, ordynariusz diecezji sosnowieckiej 31 grudnia 2016 r., w 95. rocznicę powstania Zgromadzenia.

### Zwiedzanie
Placówka jest obiektem całorocznym, udostępnionym do zwiedzania w poniedziałki, wtorki (9.00–12.00) oraz środy (15.00–18.00). Wstęp do muzeum jest bezpłatny. Placówka utrzymuje się z dobrowolnych ofiar.

### Ekspozycja

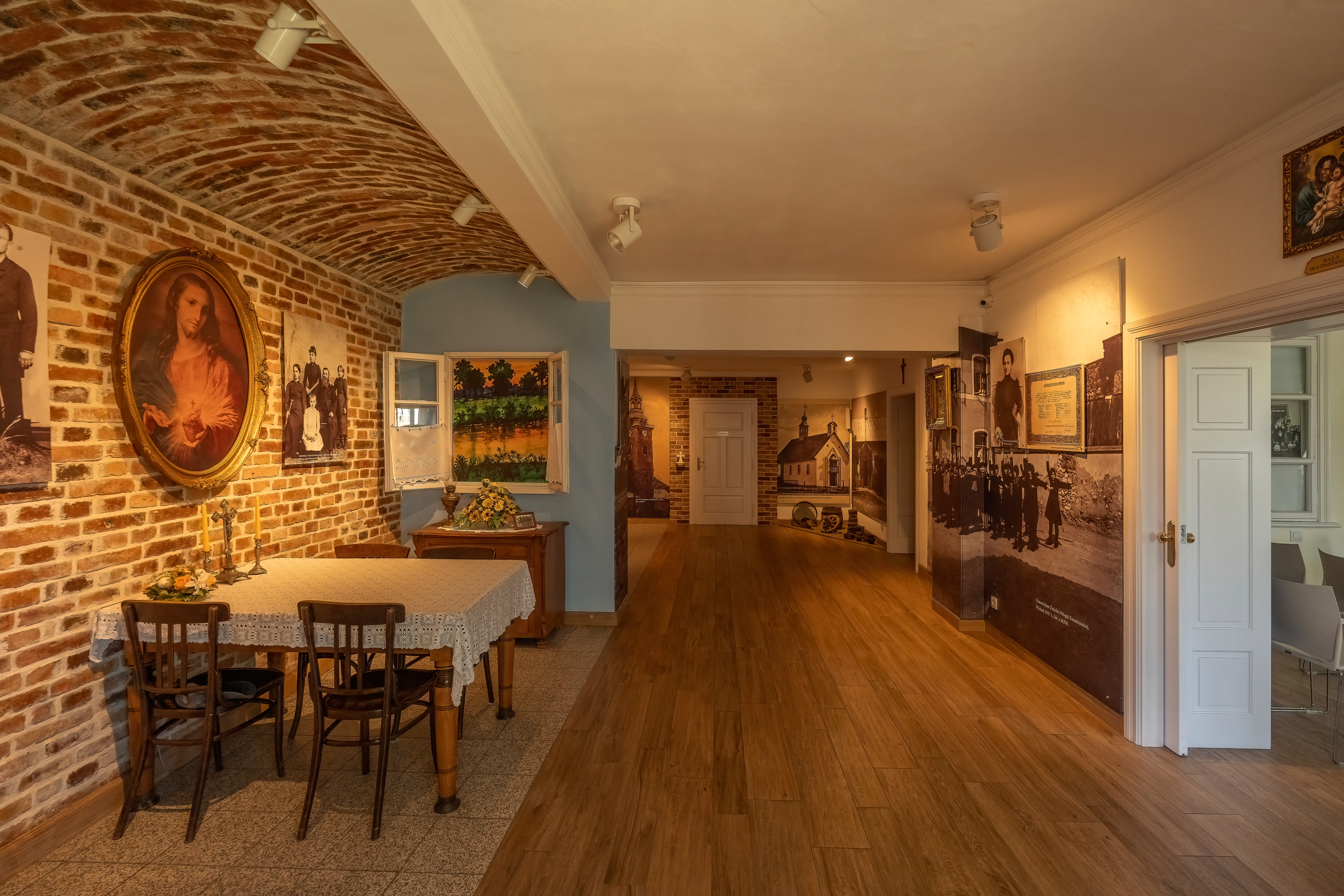
Muzeum Domu Macierzystego Zgromadzenia Sióstr Karmelitanek Dzieciątka Jezus, Sosnowiec

Ekspozycja muzealna zlokalizowana jest w 11 pomieszczeniach, urządzonych tematycznie:
- Recepcja
- Zakrystia - w tym pomieszczeniu można zobaczyć m.in. paramenty liturgiczne oraz ornaty haftowane przez M. Teresę i siostry
- Kaplica pw. św. Teresy od Dzieciątka Jezus - to najstarsza kaplica Zgromadzenia. Ściany kaplicy zdobi droga krzyżowa namalowana przez s. Marcelinę Jachimczak.
- Sala prezentująca życie świeckie Janiny Kierocińskiej – ekspozycja ukazuje dawny Wieluń: dom Kierocińskich oraz zdjęcia rodzinne, a także okno z domu rodzinnego
- Sala multimedialna
- Sala ukazująca początki Zgromadzenia - na tle panoramy dworca kolejowego w Sosnowcu i kościoła parafialnego pw. Wniebowzięcia NMP prezentują się ówczesne warunki życia mieszkańców miasta
- Odrestaurowana cela Matki Teresy - można tu zobaczyć oryginalne meble i przedmioty codziennego użytku Sługi Bożej (notatki osobiste, akt profesji, habit, binokle, zegarek, itp.).
- Klasa szkolna i pracownia krawiecko-hafciarska – ekspozycja zapoznaje z działalnością dydaktyczno-wychowawczą sióstr
- Sala Miłosierdzia – ekspozycja poświęcona działalności charytatywnej Zgromadzenia. Fotoplansze ukazują ludzi, którzy tutaj doświadczyli pomocy, zwłaszcza w okresie okupacji hitlerowskiej. Obok fotografii dyplomu i medalu Sprawiedliwy wśród Narodów Świata przyznanych Teresie Kierocińskiej widnieją zdjęcia uratowanych przez nią osób pochodzenia żydowskiego[13].
- Korytarz z obrazami s. Marceliny Jachimczak – znajduje się tutaj kolekcja obrazów przedstawiająca sceny z życia M. Teresy Kierocińskiej, a także niektóre dokumenty związane z procesem beatyfikacyjnym Sługi Bożej, takie jak: „Positio” czy Dekret o heroiczności cnót.
- Rozmównica Anzelma Gądka - w tym pomieszczeniu w czasie okupacji siostry ukrywały żołnierzy Armii Krajowej i udzielały im potrzebnej pomocy.

Łączna powierzchnia ekspozycji muzealnej stałej to 390 m². Zgromadzone eksponaty są stanowią własność Zgromadzenia Sióstr Karmelitanek Dzieciątka Jezus.

### Inna działalność
W muzeum prowadzone są zajęcia edukacyjne dla dzieci i młodzieży